# Manoir de la Trumelais
Le manoir de la Trumelais est un édifice situé à Guer en France.

## Localisation
Le manoir est situé sur le territoire de la commune de Guer, au lieu-dit la Trumelais, dans le département du Morbihan en région Bretagne.

## Historique
Vestige ancien et remonté du XVIe siècle : une porte à encadrement moulure, linteau à décor végétal et fleuron armorié ; une chapelle (détruite) figure à l'est du manoir (mentionné en ruines) sur le cadastre de 1847.
Le manoir est inscrit à l'inventaire général du patrimoine culturel.